# Hansotto Reiber
Hansotto Reiber (* 6. März 1940 in Stuttgart) ist ein deutscher Biochemiker, der sich besonders um die Erforschung des Nervenwassers und des Kammerwassers verdient gemacht hat. Darüber hinaus arbeitete er an der Erforschung der neurobiologischen Grundlagen des Gedächtnisses.

## Leben
Reiber studierte von 1964 bis 1970 Biochemie an der Universität Tübingen. 1974 wurde er an der Technischen Universität Braunschweig zum Thema Vitamin B-6 katalysierte α,β-Eliminierung [Alpha,beta-Eliminierung] im Modell und Enzymsystem über theoretische Grundlagen der Enzymkinetik promoviert. Anschließend arbeitete er vier Jahre als wissenschaftlicher Mitarbeiter am Max-Planck-Institut für experimentelle Medizin Göttingen.
1978 übernahm er die Leitung des Neurochemischen Labors der Universitätsklinik für Neurologie Göttingen und widmete sich überwiegend der Liquordiagnostik, daneben aber auch der Analytik des Kammerwassers aus dem Auge. Im Jahre 1984 habilitierte er sich mit der Arbeit Pathobiochemische Prozesse bei entzündlichen, demyelinisierenden Erkrankungen des Zentralnervensystems und deren Nachweis in der Cerebrospinalflüssigkeit. 1988 wurde er zum Professor für Neurochemie an der Georg-August-Universität Göttingen berufen.
Bis zu seiner Pensionierung 2005 forschte er besonders auf dem Gebiet des Liquors unter besonderer Berücksichtigung entzündlicher Erkrankungen des Nervensystems bei Erwachsenen und Kindern, maligner sowie tropischer neurologischer Erkrankungen. Er ist (Mit-)Herausgeber mehrerer Bücher über Liquordiagnostik und Autor zahlreicher wissenschaftlicher Veröffentlichungen.

## Das „Reiber-Diagramm“

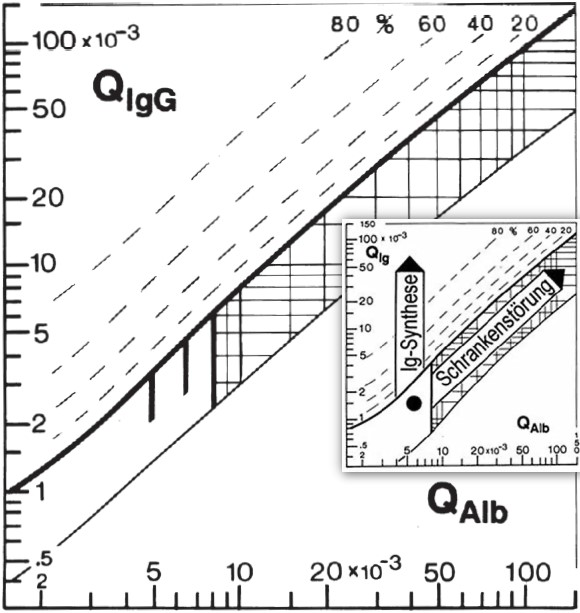
Reiber-Diagramm

Das von Reiber entwickelte Quotientendiagramm dient der Analyse der Immunglobuline im Nervenwasser (Liquor cerebrospinalis) im Rahmen der Diagnostik neurologischer Erkrankungen. Dabei werden jeweils Quotienten aus den Konzentrationen des Albumins und der Immunglobuline in Liquor und Serum gebildet (Q IgG = IgG-Konzentration im Liquor / IgG-Konzentration im Serum und Q Alb = Albumin-Konzentration im Liquor / Albumin-Konzentration im Serum). Die berechneten Werte werden in das Reiber-Schema eingetragen, das außerdem eine Linie beinhaltet, die die Normalverteilung bei einem gesunden Patienten ausdrückt. Liegen die aktuellen Werte eines Patienten links oberhalb der Normalverteilung, handelt es sich um eine intrathekale Immunglobulin-Synthese und somit um eine Entzündung des Zentralnervensystems (ZNS). Steigen sowohl IgG- als auch Albumin-Konzentrationen im Liquor im gleichen Verhältnis an, liegt eine Schrankenstörung vor.

## Veröffentlichungen (Auswahl)
- Liquordiagnostik in der Neurologie. Springer, 2023, ISBN 978-3-662-68136-7.
- mit Brigitte Wildemann, Patrick Oschmann (Hrsg.): Neurologische Labordiagnostik. Thieme, 2006, ISBN 3-13-159641-4.